# Batalla de Villafranca
La batalla de Villafranca fou un dels episodis de la guerra del francès.

## Antecedents

Campanyes franceses

Després de la desastrosa Convenció de Sintra, en la qual es va permetre la repatriació de les tropes franceses derrotades en la batalla de Vimeiro, els comandants de l'exèrcit britànic van ser cridats a la seva pàtria per enfrontar-se a una recerca i les tropes expedicionàries britàniques a Espanya i Portugal van ser deixades al comandament de John Moore. Amb l'arribada del propi Napoleó amb un exèrcit a Espanya, els francesos van entrar a Madrid el 4 de desembre, van posar setge a Saragossa, que caigué en 21 de febrer de 1809, Soult rep ordres de l'emperador de perseguir i derrotar l'exèrcit anglès del general Moore, que ha de reembarcar durant la batalla de La Corunya.
El rearmament austríac que acabaria amb la guerra de la Cinquena Coalició provocà que Napoleó marxés de Valladolid el 17 de gener, arribant a París el 23 de gener i va ordenar al mariscal Soult que envaís Portugal des del nord però l'hivern va fer impracticable el Miño i per la resistència de les forces portugueses situades entre Cerveira i Valença i Soult va decidir fer una volta per la frontera muntanyosa de l'alt Minho i va travessar la frontera el 7 de març de 1809 per Trás-os-Montes amb 23.000 homes, d'ells 4.000 a cavall, i 50 peces d'artilleria.
El 1809, les operacions militars espanyoles al nord d'Espanya van estar marcades per esforços esporàdics per expulsar el Cos VI del Mariscal Michel Ney de les províncies que havia superat després de la derrota dels exèrcits espanyols en 1808. Amb els fragments dels exèrcits destrossats pels francesos el general Pere Caro Sureda, el marquès de la Romana, es va establir a Astúries i va assetjar els francesos a Lleó i Galícia, capturant tropes i subministraments imperials amb impunitat. Establir guarnicions a la regió hostil va consumir la major part dels recursos de Ney, i el març de 1809, els francesos van evacuar Vigo i Tuy i es van retirar del sud de Galícia infestats per guerrilla.
Els espanyols disposaven de 3.800 a 6.000 soldats espanyols i sis peces d'artilleria, L'avantguarda espanyola formada per uns 1.500 homes dels regiments de Saragossa i Zamora comandats per Gabriel de Mendizábal Iraeta, armats amb un canó francès de dotze lliures i municions recuperades d'un lloc abandonat pel general Moore a Ponferrada per interrompre les comunicacions franceses amb Madrid van atacant el lloc francès a Villafranca del Bierzo, on estava un batalló del 6è regiment d'infanteria lleugera amb 1.000 soldats i artillers amb quatre canons de ferro, a més de diversos centenars de soldats malalts i ferits.

## Batalla
El 17 de març, van entrar a Villafranca del Bierzo i els francesos es van atrinxerar al castell. Va esclatar una batalla costosa que va reclamar la vida de diversos oficials espanyols. Després de quatre hores de lluita, els francesos van acceptar la seva rendició. Els francesos van perdre 700 morts i ferits més altres 574 homes capturats. Es desconeixen les pèrdues espanyoles.

## Conseqüències
Els britànics van tornar a Portugal l'abril amb tropes de refresc, nous aprovisionaments i un nou comandant, Sir Arthur Wellesley, obligant, després de la segona batalla de Porto, a la retirada de Soult de Portugal fins al seu punt de partida, la ciutat d'Ourense. Sabedor el mariscal Ney de les diferències entre la Junta d'Astúries i la Romana, va envair Astúries amb 6.000 homes des de Galícia fins a Oviedo, mentre des de Valladolid amb una força semblant travessava el port de Pajares el general François Étienne de Kellermann. Ney va entrar a Oviedo el 19 de Maig, Kellermann va quedar-se a Oviedo, i a Villaviciosa al general Jean Pierre François Bonet, que havia arribat des de Santander, i Ney va tornar a Galícia. El mes de juny, Soult decideix abandonar Galícia per Valdeorras en direcció a Zamora després de la seva derrota a la batalla de Ponte Sampaio.
Wellesley va avançar cap a Espanya per unir-se als espanyols de general Cuesta, combatent a la batalla de Talavera contra sota el mariscal Claude Victor Perrin i el major general Horace Sébastiani, i Wellesley immediatament es va retirar a Portugal atès que Nicolas Jean de Dieu Soult pretenia tallar la seva retirada a Portugal.